# Friedrich Gottlob Herzog
Friedrich Gottlob Herzog (* 27. Oktober 1689 in Stolpen; † 28. Oktober 1751 in Zittau) war ein deutscher evangelischer Theologe.

## Leben
Herzog hatte das Gymnasium in Zittau besucht und dort die Hochschulreife erworben. Im Anschluss wechselte er am 29. Oktober 1707 an die Universität Wittenberg, wo er am 30. April 1711 den akademischen Grad eines Magisters der Philosophie erwarb. Nachdem er in Wittenberg auch theologische Studien betrieben hatte, wurde er 1728 Adjunkt in Lückendorf, 1731 Hilfsprediger in Seifersdorf, 1737 Mittwochsprediger in Zittau, 1742 Frühprediger zu St. Petri u. Pauli und 1748 Archidiakon an der Hauptkirche St. Johannis in Zittau.

## Werkauswahl
- Diss. theologico-exegetica (Praes. Feustking) de custodia voluntatis et mentis in praxi assidue custodia. Wittenberg 1721
- Nachricht von 15 Jubelpriestern, die im Grossischen Lexicon ausgelassen worden ; bey der Amtsjubelfeyer des Pastors Lankisch in Schwerta. Zittau 1735
- Diss. de quibusdam in theologia exegetica desideratis. Zittau 1757
- Die Ehrenkrone an eins cbristliche Sechswöchnerin mit 6 Kleinodien; Gedenkschrift auf Frau Anna Elis. Martini u. s. w. Zittau 1742
- Parentation bey dem Pfarrer M. J. G. Häntschel. Zittau 1742
- Denk-, Kraft- u. Trostmahl bey dem Grabe D. Ernst Gotth. Herzog's, Bürgermeister in Zittau. Zittau 1744
- Schlussgebete bey denen Jesuspredigten, so In dem Hospitale zu St. Jacob a. 1748 und 1749 gebetet worden.